# Ettore Bocchini Padiglione
Ettore Bocchini Padiglione (Pinerolo, 25 dicembre 1901 – Roma, 23 marzo 1986) è stato un cavaliere, militare e diplomatico italiano.

## Biografia
Nato a Pinerolo, ma discendente da una nobile famiglia campana con una lunga tradizione nella cavalleria borbonica, intraprese giovanissimo la carriera militare. 
Fu allievo della Scuola militare "Nunziatella" e della Scuola di applicazione di cavalleria di Pinerolo, di cui divenne in seguito ufficiale istruttore.
Specialista nel salto ostacoli, nella sua carriera sportiva si distinse per numerose vittorie in ambito nazionale e internazionale.
Nel corso della seconda guerra mondiale partecipò nelle azioni di guerra che portarono alla occupazione della Tunisia.
Dopo un periodo di clandestinità a Roma, a causa dello sbandamento del suo reparto a seguito dell'annuncio dell'armistizio dell'8 settembre 1943, riuscì a riunirsi alle forze dell'Esercito Cobelligerante Italiano.
Raggiunto il grado di generale di brigata intraprese la carriera diplomatica.
Tornato in Italia fu direttore di gara e ispettore di campo negli ippodromi delle Capannelle e di Agnano.

## Attività sportiva

### Palmarès
Coppa delle Nazioni:
- Oro – Varsavia - 1930. A squadre
- Hunt cup Oriolo I su Travale, ippodromo militare di Tor di Quinto, 1930
- Hunt cup Oriolo I su Travale, ippodromo militare di Tor di Quinto, 1931
- Premio Ministro Agricoltura, Budapest, I su Sabaudia, 16 giugno 1931
- Oro – Bruxelles -1933. A squadre
- Argento – Concorso ippico internazionale "Piazza di Siena" Roma- 1933. A squadre
- Concorso ippico internazionale Roma, premio Littorio, I su Sabaudia. 1935

### Cavalli
- Ronco. VI a squadra Coppa delle nazioni, Nizza.
- Sabaudia. Premio Littorio, Concorso ippico internazionale, Roma.
- Travale. Hunt Cup Oriolo, Roma (Tor di Quinto).
- Brick. I per due volte e II a squadre Coppa delle Nazioni, Bruxelles, Varsavia, Roma.

## Attività militare[1]
Il 15 febbraio 1942 veniva ricostituito il reggimento «Cavalleggeri di Lodi», presso la Scuola di cavalleria di Pinerolo: Venne ridenominato «Raggruppamento esplorante corazzato cavalleggeri di Lodi» (RECO), al comando del colonnello Tommaso Lequio di Assaba, gli fu affiancato il «Gruppo corazzato di addestramento» della Scuola di cavalleria, dislocato a None, agli ordini del maggiore Ettore Bocchini Padiglione.
Il reparto fu trasferito per via aerea in Libia tra il 20 ed il 25 novembre.
A seguito dello sbarco degli Anglo-Americani in Africa francese, il R.E.C.O. fu destinato all'occupazione e difesa della Tunisia, in luogo della difesa del Sahara libico.
Il 24 novembre il R.E.C.O. lasciò Tripoli per Gabès. Le azioni militari successive portarono al presidio 
di Médenine e di Foum Tatahouine, all'occupazione della stretta di Ksar El Hallauf e all'esplorazione della fascia montana del Ksour fino a Kébili, località occupata il giorno 9, mettendo così sotto controllo tutto il territorio del Caidato di Nefzaoua.

## Carriera diplomatica
Dopo il conflitto, intraprese la carriera diplomatica.
Divenne console d'Italia a Bilbao e in seguito a Santa Cruz de Tenerife